# Michael Welch (herec)
Michael Alan Welch (* 25. července 1987 Los Angeles, Kalifornie) je americký televizní a filmový herec, mezi jeho nejznámější role patří role Luka Girardiho v seriálu Joan z Arkádie a role Mika Newtona ve filmech Stmívání, Nový měsíc, Zatmění a Rozbřesk.

## Život a kariéra
Welch se narodil v Kalifornii, jeho otec je Protestant a matka Židovka.
Welch je známý pro roli Mika Newtona v populární filmové sérii Twilight. Původně se ucházel o roli Edwarda Cullena. Proslavil se také rolí Luka Girardiho v seriálu Joan z Arkádie, který běžel dvě sezóny (2003-05).
Welch byl obsazen v seriálu Z Nation na Syfy, která se začala vysílat na podzim roku 2014. On také se objevil v roce 2014 film Jak kluk potkal holku, romantické komedii, která získala mnoho ocenění na LGBT festivalech v USA i mezinárodně.

## Osobní život
Welch se v roce 2008 oženil s Marissou Leftonovou. Pár se oddělil v roce 2011 a 14. února 2013 společně podali žádost o rozvod.

## Filmografie
| Rok  | Název                            | Role          | Poznámky    |
| ---- | -------------------------------- | ------------- | ----------- |
| 1998 | Star Trek: Vzpoura               | Artime        |             |
| 2006 | Všichni kluci milují Mandy Lane  | Emmet         |             |
| 2008 | Twilight                         | Mike Newton   |             |
| 2008 | Archieho poslední projekt        | Earl          |             |
| 2008 | K té kamufláži                   | Kevin Thacker |             |
| 2008 | Den mrtvých                      | Trevor Kříž   |             |
| 2009 | Twilight Sága: Nový Měsíc        | Mike Newton   |             |
| 2010 | Neopětované                      | Ben Jacobs    |             |
| 2010 | Twilight Sága: Zatmění           | Mike Newton   |             |
| 2011 | Narozený jako špatný             | Denny         | Rovný-k-DVD |
| 2011 | Twilight Saga: Rozbřesk – Část 1 | Mike Newton   |             |
| 2013 | Grace Unplugged                  | Quentin       |             |
| 2013 | Hansel & Gretel Get Baked        | Jeníček       |             |
| 2014 | Jak kluk potkal holku            | Robby         |             |
| 2014 | Kluci z Abu Ghraib               | Jam           |             |

| Rok     | Název                              | Role                  | Poznámky                                                            |
| ------- | ---------------------------------- | --------------------- | ------------------------------------------------------------------- |
| 1998    | Frasier                            | mladý Niles           | Epizoda: "Where Every Bloke Knows Your Name" (sezóna 5, epizoda 10) |
| 1998–99 | Two Guys, a Girl and a Pizza Place | Michael Rush          | 3 epizody                                                           |
| 1999    | Jesse                              | Gabe                  | 3 epizody                                                           |
| 2001    | Akta X                             | Trevor                | Epizoda "Badlaa" (sezóna 8, epizoda 10)                             |
| 2001    | Malcolm In The Middle              | Josh                  | Epizoda: "New Neighbors" (sezóna 2, epizoda 13)                     |
| 2003    | Stargate SG-1                      | mladý Jack            | Epizoda: "Fragile Balance" (sezóna 7, epizoda 3)                    |
| 2003–05 | Joan z Arkádie                     | Luke Girardi          | hlavní role, 45 epizod; vítěz ocenění Young Artist Award            |
| 2005    | Odložené případy                   | Daniel Potter - 1972  | Epizoda: "Honor" (sezóna 3, epizoda 8)                              |
| 2006    | Námořní vyšetřovací služba         | Kody Meyers           | Epizoda: "Bait" (sezóna 3, epizoda 18)                              |
| 2007    | Law & Order: Special Victims Unit  | Scott Heston          | Epizoda: "Pretend" (sezóna 8, epizoda 21)                           |
| 2008    | The Riches                         | Ike                   | 4 epizody                                                           |
| 2010    | Myšlenky zločince                  | Syd Pearson           | Epizoda: "JJ" (sezóna 6, epizoda 2)                                 |
| 2013    | Grimm                              | Jake Barnes           | Epizoda: "One Night Stand" (sezóna 3 epizoda 4)                     |
| 2014–15 | Z Nation                           | Mack Thompson         | hlavní role                                                         |
| 2015    | Skandál                            | Officer Newton        | Epizoda: "The Lawn Chair" (sezóna 4, epizoda 14)                    |
| 2015    | NCIS: New Orleans                  | Kevin Heller          | Epizoda: "The List" (sezóna 1, epizoda 18)                          |
| 2016    | Lucifer                            | Kyle Erikson          | Epizoda: "St. Lucifer" (sezóna 1, epizoda 11)                       |
| 2016    | The Catch                          | Teddy Seavers         | Epizoda: "The Ringer" (sezóna 1, epizoda 7)                         |
| 2016    | Another Period                     | Franklin D. Roosevelt | Epizoda: "Roosevelt" (sezóna 2, epizoda 5)                          |